# Descabello
El descabello és un recurs que utilitzen els toreros per accelerar la mort del toro quan l'estocada no ha estat encertada o quan l'animal no cau. Aquesta sort no busca el lluïment del matador, sinó que el que compta és l'efectivitat i l'encertar amb el lloc exacte on clavar la cruceta de descabellar (estoc en forma de creu que serveix per a descabellar) per enderrocar el toro. Fallar amb el descabellado pot perjudicar molt al torero encara que hagi tingut una excel·lent actuació.
Per encertar amb la cruceta de descabellar, el torero, ha de donar un cop fort i brusc cap avall sense moure l'estoc, per així tallar el cordó de la medul·la espinal entre les primeres vèrtebres cervicals. Per a això, el toro ha d'estar el més humiliat possible, de manera que el torero ha d'utilitzar la muleta per fer que el toro baixi el cap. La muleta es subjectarà amb la mà esquerra i s'utilitzarà la mà dreta per rematar el toro.
El descabello és una pràctica antiga, que originalment es realitzava amb l'estoc, però sovint es produïen accidents. Va ser a partir d'agost de 1934, arran d'un greu accident quan es va canviar la forma de descabellar. Això es va deure al fet que durant un festeig a la Plaça de toros de La Corunya el 6 d'agost d'aquest any, quan Juan Belmonte es va disposar a descabellar al seu primer toro de la tarda, l'estoc va sortir disparat i es va clavar a un espectador que hi havia a la grada, concretament al seient 34 de la 6a fila, que va morir a causa d'aquest accident.
Aquest estoc de descabellar, també conegut com a estoque de cruceta, verdugo o verduguillo, és com l'estoc de matar, però amb la diferència que té una creueta a uns 10 centímetres aproximadament de l'extrem, de manera que aquest estoc no penetra molt en el clatell del toro i disminueix el risc d'accidents en cas de sortir enlairat.

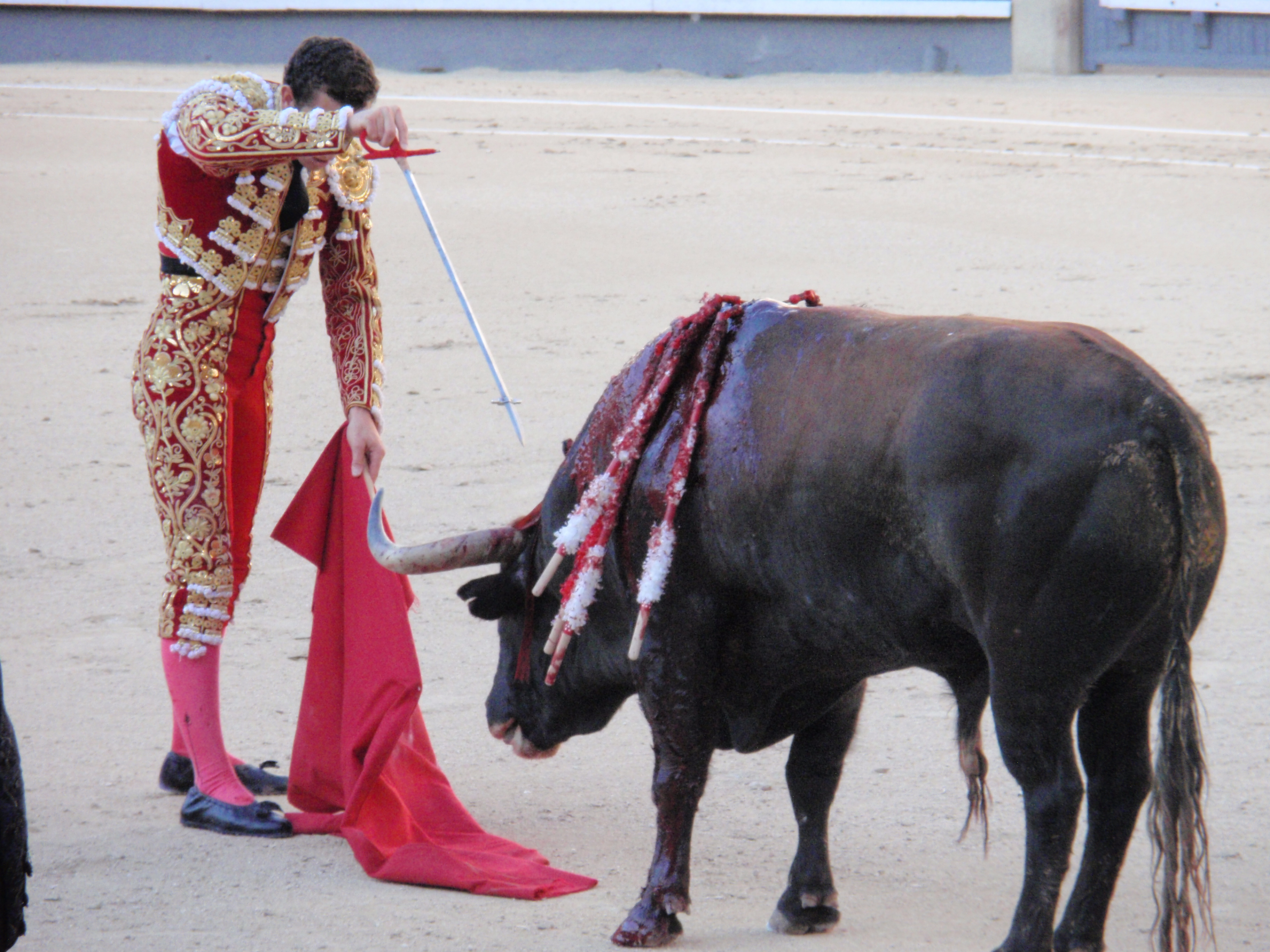
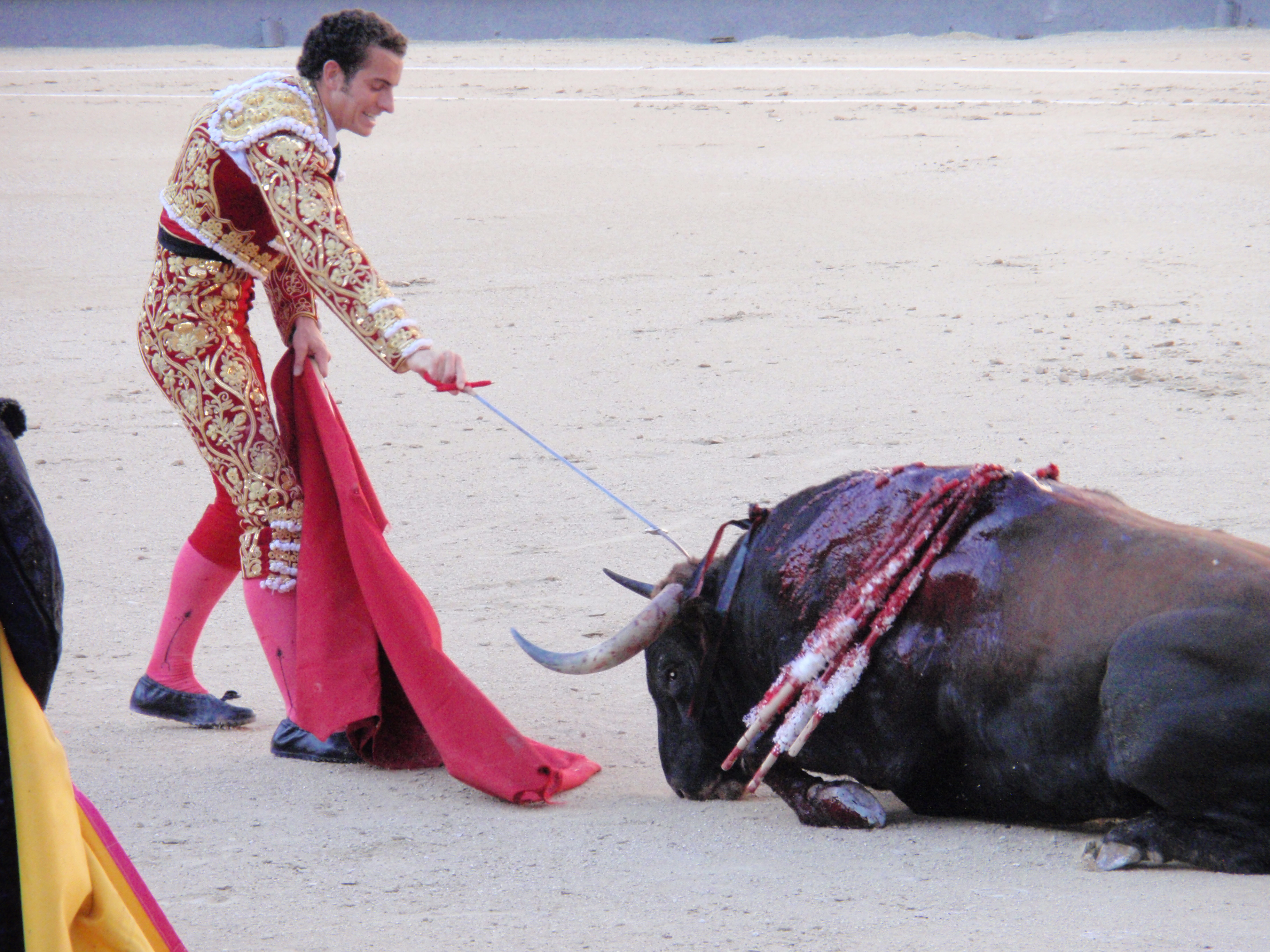